# 君主論
『君主論』（くんしゅろん、伊: Il Principe, イル・プリンチペ）は、1532年に刊行されたニッコロ・マキャヴェッリによる、イタリア語で書かれた政治学の著作である。
歴史上の様々な君主および君主国を分析し、君主とはどうあるものか、君主として権力を獲得し、また保持し続けるにはどのような力量（徳、ヴィルトゥ）が必要かなどを論じている。その政治思想から現実主義の古典として位置づけられる。

## 沿革
マキャヴェッリがフィレンツェ共和国で失脚し、隠遁生活中の1513年 - 1514年に完成したと考えられており、1516年にウルビーノ公ロレンツォへの献上文を付してフランチェスコ・ヴェットリ（ Francesco Vettori ）に託された。写本で読まれ、マキャヴェッリの死後、1532年に刊行された。
著作には表題はついておらず、友人ヴェットリへの手紙の中で「君主体制」に関する本を書いたと述べているため、『君主論』（Il Principe）と呼ばれるようになった。

## 構成
献辞と、26の章からなる。
- 献辞 - ロレンツォ・デ・メディチ殿下に捧げる
- 第1章 - 支配権の種類とその獲得方法
- 第2章 - 世襲の君主権について
- 第3章 - 複合的君主権について
- 第4章 - アレクサンドロスによって征服されたダレイオス王国では、アレクサンドロスの死後、その後継者に対して反乱が生じなかったのは何故か
- 第5章 - 征服される以前、固有の法に従って統治されていた都市や君主国をどう支配すべきか
- 第6章 - 自己の武力と能力とで獲得した新しい君主権について
- 第7章 - 他人の武力または幸運によって得た君主権について
- 第8章 - 極悪非道な手段によって君主となった場合について
- 第9章 - 市民の支持によって得た君主権について
- 第10章 - どのようにすべての支配者の力を測定すべきか
- 第11章 - 教会の支配権について
- 第12章 - 軍隊の種類と傭兵について
- 第13章 - 援軍と自己の軍隊とについて
- 第14章 - 軍事に関する君主の義務について
- 第15章 - 人間、特に君主が称讃され、非難される原因となる事柄について
- 第16章 - 気前良さとけちについて
- 第17章 - 残酷さと慈悲深さとについて、敬愛されるのと恐れられるのとではどちらがよいか
- 第18章 - 君主は信義をどのように守るべきか
- 第19章 - 軽蔑と憎悪とを避けるべきである
- 第20章 - 砦やその他君主が日常的に行う事柄は有益かどうか
- 第21章 - 尊敬を得るためにはどのように行動したらよいか
- 第22章 - 君主の秘書官について
- 第23章 - 追従を避けるにはどうしたらよいか
- 第24章 - イタリアの君主達はどうして支配権を失ったのか
- 第25章 - 人間世界に対して運命の持つ力とそれに対決する方法について
- 第26章 - イタリアを蛮族から解放すべし

## 内容
『君主論』は全体で26章から成る著作である。
第1章において「君主政体にどのような種類があるか」と挙げ、その一つ一つについてを続く第2章から第11章までで解説する。第12章から第14章まではいかなる君主政体においても必要となる軍備について述べる。第15章から「臣民や味方に対する君主の態度と政策がどのようにあるべきか」と本来の意味での君主論に移る。マキャヴェッリはチェーザレ・ボルジアに理想的な君主の能力を見ている。第24章からは現実のイタリアに目を向ける。
当時、イタリアは多くの小国に分裂し、外国の圧迫を受けて混乱の最中にあったが、イタリア統一への願いから「統一を実現し得るのはいかなる君主か」を論じ、メディチ家への期待を述べて論を終える。

### 君主の統治
マキャヴェッリはまず国家の政治体制から共和国と君主国に大別した上で、君主国に議論を限定することから始める。
そもそも君主国の統治を行う場合、より容易なのは世襲の君主国である。なぜなら世襲の君主ならば既に定められた政策を維持して不測の事態に対処するだけで統治は事足りるからである。この場合には君主は平均的な能力さえ持てば国民にも好感を持たれ、たとえ侵略に遭ったとしても奪還が可能である。
しかしながら、全く新しい君主国を建設する場合にはさまざまな問題に直面することになる。なぜならば君主は国家を建設または獲得する上で不可避的に国民に何らかの被害を与え、そのことによって反乱が発生するからである。征服によって領有した地域の住民の言語や風習、制度などが征服者のそれらと異なる場合、統治にはさらに深刻な困難が生まれると分析する。このような国民との対立を解決する施策としては、征服した地域における旧君主の血統の根絶、支配地域の法体系や税制の維持、征服者が本拠地をその地域に移すことや、移民を兼ねた部隊の派遣を提示している。
このような、君主国における民衆の心理の分析を踏まえて、その対処については「覚えておきたいのは、民衆と言うものは、頭をなでるか、消してしまうか、そのどちらかにしなければならないことである」という見解を示している。つまり、君主は領民を被治者としてだけでなく、潜在的に有害な敵にもなりうる存在として認識すべきことをマキャヴェッリは強調している。

### 君主の征服
征服を実施する場合、君主には多くの配慮が求められる。マキャヴェッリは征服地域に近接する諸外国に注意する必要について述べている。
例えば、ある地域においてある弱小国を征服した場合、その周辺の弱小国もまた征服者に対して進んで服従を申し出ると考えられる。同地域に影響力を持つ大国がいるならば、征服によって得られた諸勢力と連合してその国を滅ぼすことで、ようやく完全に支配を確立することが可能となる。このような征服の諸問題を克服した成功例として、マキャヴェッリは古代マケドニア王のアレクサンドロスが東方遠征で得られた広範な領土を維持し続けたことを挙げている。この事業の成功については君主国の様式で説明される。
君主国には、君主が大きな権限を以って行政を担う大臣を任命し、集権的に統治する様式と、元々その地域で支持を得ている諸侯にある程度の自律性を認めて、君主が分権的に統治する様式の二つがある。前者の様式の国家を征服者が統治することは容易であるが、後者の場合は各地でさまざまな勢力が存在するために困難であると考えられる。したがってマキャヴェッリは、アレクサンドロスの征服はペルシア帝国が集権的な君主国であったために安定的な統治が成功したと考察する。
征服においてはそれまで自由市民によって統治されてきた都市や国家を征服することもある。マキャヴェッリによれば、このような民衆を統治するためには一般に三つのやり方が考えられる。第一に、都市や国家を滅亡させること。第二に、君主がその地域へ移住すること。第三に、ある程度の自治を認めて君主に従順な寡頭政権を成立させることである。基本的に自由市民はかつての独立を回復しようと試みる傾向があるため、その地域の市民を統治政策の中で活用することが適当である。

### 君主の力量
新設された君主国の行政は征服者である君主の力量によって左右されるとマキャヴェッリは論じる。国家を樹立する途上で発生する問題の原因は新たな社会秩序を導入しようとすることにあり、言い換えれば旧秩序の中で権益を持つ人々すべてと敵対することである。このような問題を研究するためには、君主の力量に着目する必要がある。力量が不足していればその統治は失敗し、民衆を説得し続けることがむずかしくなるのである。
他人の武力や運によって新たな君主国を得たとしても、そのような成果は君主の指導力が不足しているために常に不安定にならざるを得ない。もしも運によって政権を得たとしても、その力量が不足していれば国の基盤を構築することはできない。具体的には、敵の排除、味方の確保、武力や謀略による勝利、民衆からの畏怖と敬愛、兵士からの畏怖と敬愛、政敵の抹殺、旧制度の改革、厳格かつ寛大な振る舞い、忠実でない軍の再編、諸侯たちと親交を保ちつつ便益をもたらすようにするか、攻撃の際には慎重であること、これら全てが君主国において不可欠な力量である。
非道な手段によって政権を得た君主は、力量があるとはいえない。なぜならば、そのような手段によって獲得した権力には栄光がないためである。
征服者が国を奪取する場合、残虐行為を一度で終結させ、その後に民心を獲得しなければならない。断続的な残虐行為は民衆の信頼を失わせてしまうからである。逆に、恩恵は小出しにして継続的に実施することで民衆の支持を得ることができる。

### 君主の軍備
君主にとって軍備と法律は不可欠なものであり、良い武力の下で初めて良い法が成立する。マキャヴェッリのこの思想は、「すべての国にとって重要な土台となるのは、よい法律とよい武力とである」との言葉で要約されている。そもそも軍隊とは自国軍、傭兵軍、外国軍、混成軍のいずれかである。この中で傭兵軍や外国軍は無統制で不忠実であるため、無用であるばかりでなく危険であると史実を引用して断定している。
傭兵軍の部隊長が有能であれば、君主はその傭兵からの圧力に晒され、無能であれば君主は戦争そのものに敗れてしまう。また、援助や防衛のために派遣された外国軍は、援軍として勇猛であるがゆえに戦争が終結しても駐留し続け、事実上占領してしまう危険性がある。したがって君主は自国民から編制された自国軍に統治の基盤を求め、戦争においては他人の武力に頼らないことが重要であるとマキャヴェッリは結論づけている。自国の武力がなければ、あらゆる君主国は破滅の危険に晒されるだけでなく、自力で事態を動かせないために周囲の情勢に左右されるだけになってしまう。
さらにマキャヴェッリは軍事を統治者の本来的な任務に位置づけ、軍備を君主の力量を強化するものとしている。武力のある者が無力な者に服従することや、無力な者が武力ある従者に包囲されて安心することはありえないためである。軍事に無能な君主は部下の兵士たちから尊敬されず、また君主は部下を掌握することができない。したがって君主は軍備には常に注意しなければならない。
軍事訓練には実践的な方法と精神的な方法がある。実践的な方法では、兵士を組織化し、基本教練を行わせるだけでなく、狩猟などの実践形式によって鍛え上げる。精神的な方法では、歴史を学ぶことが必要である。作戦における指揮や戦術を研究し、逆境における準備を思考の上でも進めなければならない。
また、君主は地形についての理解を深める必要がある。地形についての知識がなければ、宿営地を予定し、部隊を行軍させ、戦闘陣を展開することは不可能である。自国の国情について知らない君主は、指揮官としての適性が欠落しているということになる。

### 君主の気質
マキャヴェッリは理想国家における倫理的な生活態度にこだわり、現実政治の実態を見落とすことが破滅をもたらすことを強く批判しており、万事にわたって善行を行いたがることの不利益を指摘する。
君主は自身を守るために善行ではない態度も取る必要がある。あらゆる君主はその気質が評価されるが、一人の君主があらゆる道徳的な評判を勝ち得ることは原理的に不可能なので、自分の国家に損失を招くような重大な悪評のみを退けることになる。しかしながら、自国の存続のために悪評が立つならばその払拭にこだわらなくてもよい。全般的に考察すると、美徳であっても破滅に通じることがあり、逆に悪徳であっても安全と繁栄がもたらされることが、しばしばあるからである。
このような気質の中で、気前が良い、あるいはけちだと思われることについて考察する。一般的に気前の良さを発揮することは害悪である。一部の人々のために大きな出費がかさむため、重税を課さざるを得なくなり、その他の大勢の領民に憎まれるだけでなく、そのような出費を止めようとすると逆にけちだという悪評が立つことになる。それよりも、多くの人々の財産を取り上げないことが重要である。つまり、けちと言われることについて君主は全く問題視すべきではなく、けちであることは支配者にとって許容されるべき悪徳の一つである。
また、君主の気質として残酷さと憐れみ深さについて考慮すると、憐れみ深い評判の方が好ましいことは自明である。しかしマキャヴェッリは注意を促しており、君主は臣民に忠誠を守らせるためには残酷であると評価されることを気にしてはならないと論じている。憐れみ深い政策によって結果的に無政府状態を許す君主よりも、残酷な手段によってでも安定的な統治を成功させることが重視されるべきである。
原則的には君主は信じすぎず、疑いすぎず、均衡した思慮と人間性を以って統治を行わなければならない。しかし愛される君主と恐れられる君主を比較するならば、「愛されるより恐れられるほうがはるかに安全である」と考えられる。なぜなら人間とは利己的で偽善的なものであり、従順であっても利益がなくなれば反逆する。一方で、君主を恐れる人々にはそのようなことはない。
君主にとって信義も間違いなく重大であるが、実際には信義を気にせず、謀略によって大事業をなしとげた君主のほうが信義ある君主よりも優勢である場合が見受けられる。戦いは謀略によるものと武力によるものがあるが、この二つを君主は使い分けなければならない。もしも信義を守った結果、損害が出るならば、信義を守る必要は一切ない。重要なのは君主が立派な気質を備えているという事実ではなく、立派な気質を備えているという評価を持たせることなのである。

## 評価
『君主論』は、メディチ家に自ら売り込み、盛名を得ようとして書かれたとも言われ、ゆえに抽象的に君主は、どう在るべきかを説かず、ギリシア・ローマ時代からの歴史上の実例を数多く挙げながら、その成功・失敗理由を述べ、具体的な提言をするという、いわば実用書として書かれた。
共和制を論じた『リウィウス論』（別題『ローマ史論』岩波文庫）と対で構想され、マキャヴェッリ自身は、本来共和主義者だったが、イタリア戦争（1527年のローマ劫掠ほか）に至った混乱した時代に直面し、チェーザレ（1507年に戦死）のような強力な君主によるイタリア統一が肝要と考えた。
直接の成果は得られなかったが、晩年の1520年にジュリオ・デ・メディチ枢機卿（1523年に教皇クレメンス7世となる）から『フィレンツェ史』執筆の依頼を受けている（1525年に完成）
後年の評価・反応
- 本書で、政治自体を宗教や道徳から分離した政治力学を提起した。だが一般的にマキャヴェッリの思想は冷酷・非道な政治を肯定するものと考えられ、後世マキャヴェリズムとみなされ、長年マキャヴェッリは、道義や倫理を無視した冷酷な権力論を説いたと考えられてきたが、客観的・近代的な政治学の始祖と考えられるようになった。
- カトリック教会の対抗改革の一環で禁書目録が作られた際は『君主論』も加えられ、焼き捨てられた（1559年頃）
- 16世紀フランスユグノー派のイノサン・ジャンティエは『反マキャヴェッリ論』（1576年）で「裏切りを好む悪徳の作者」といった具合にマキャヴェッリを非難した。
- 1572年のサン・バルテルミの虐殺の首謀者と目されたメディチ家出身のカトリーヌ・ド・メディシスは『君主論』を読んでいた可能性もある（『君主論』は、彼女の父ウルビーノ公ロレンツォに献じられていた）。
- 18世紀プロイセン王フリードリヒ2世は、ヴォルテールがマキャヴェッリを偉人の一人に数えていることについてに反論し、啓蒙主義君主として、マキャヴェッリとその著作『君主論』に対する反論として『マキャヴェリ駁論』（別題『反マキャヴェリ論』）を著した。ただし自身の実際の行動は、マリア・テレジアが即位すると、事前に同意していたにもかかわらず、反古にして戦争を仕掛け領土を奪うなど、真逆（君主論の記述通り）の行動をとっており、これらの行動をその当時の人々から非難されている。
- 18世紀後半に『君主論』が再評価されることになる。最初に『君主論』を再評価したのはルソーである。主著『社会契約論』で「国王たちは人民が力弱く貧困に苦しみ自分たちに反抗できないことを望んでいる。マキャヴェッリは王公に教えをたれるとみせかけて人民に偉大な教訓を与えた。君主論は共和主義者の教科書」と讃えた。モンテスキューやヘーゲルも『君主論』を支持し、見方が変えられることとなった。
- 20世紀イタリアを代表するジャーナリストで歴史作家のインドロ・モンタネッリは、代表作『ルネサンスの歴史 (モンタネッリら)|ルネサンスの歴史』[7]で、『君主論』が後世に多くの世界の為政者に多大な影響を与えた政治思想書であることを認めつつも、マキャヴェッリ自身は政治家・軍人として失敗だらけで何一つ実績を残せなかったことを挙げ、「挫折した理想主義者の偽悪と自己韜晦を文中から読みとれないようではダメだ」と述べている。

## 日本語訳
- 池田廉訳『君主論』中公文庫、1995年（改訳）、改版2002年、新版2018年。ISBN 978-4122065468
  - 初訳版『世界の名著16 マキアヴェリ』 会田雄次責任編集（他に永井三明訳「ローマ史論」）、中央公論社、1966年。「全集1」（筑摩書房、1998年）にも収録
  - 池田廉訳『君主論』中公クラシックス、2001年。ISBN 978-4121600028
- 河島英昭訳 『君主論』岩波文庫[8]、1998年。ISBN 978-4003400319。ワイド版2001年
- 佐々木毅訳[9] 『君主論』講談社学術文庫、2004年。ISBN 978-4061596894
- 大岩誠訳 『君主論』角川ソフィア文庫[10]、2012年。ISBN 978-4044086091
- 森川辰文訳 『君主論』光文社古典新訳文庫、2017年。ISBN 978-4334753610